# Гайсинський район (1923—2020)
Гайсинський район — колишній район у Вінницькій області. Центр — місто Гайсин. Дата утворення району — 1923 рік; площа району — 1,1 тис. км²; населення — 56 тис. осіб; населених пунктів — 62.

## Географія
Гайсинський район розташований у східній частині Вінницької області, на західних схилах Придністровської височини.
Геологічний склад поверхні одноманітний. Рельєф в основному слабохвилястий, розчленований річковими долинами, балками і ярами. Максимальна висота 246 м над рівнем моря (с. Носівці).
Переважають темно-сірі опідзолені, сірі та ясно-сірі лісові ґрунти і чорноземи опідзолені (80 % площі району), є чорноземи типові, дерново-підзолисті та лучні ґрунти.
Гайсинський район лежить в поясі лісостепу. Ліси і лісові насадження займають 19307 га.
У районі — Коростовецький заказник (ландшафтний) національного та 12 пам'яток природи місцевого значення, заповідне урочище.
Гідрографічна мережа представлена річкою Південний Буг. Через Гайсинський район протікає річка Соб. Найбільші притоки — Самець-Річка, Вербич, Кислячок. Водяний басейн займає площу 2417 га. Споруджено 219 ставків та Дмитренківське водосховище, загальна площа якого 479 га.
У кліматичному відношенні — недостатньо вологи, тепла, агрокліматична зона.
Кордони: межує з Іллінецьким, Тростянецьким, Немирівським, Теплицьким, Тульчинським районами та Черкаською областю.
Відстані: до м.Вінниця — 96 км; до м.Київ: залізницею — 333 км, автомобілем — 270 км.
У районі 1 міська і 26 сільських рад; 1 місто і 62 села.

## Історія
Основна стаття Історія Гайсина і району.

## Адміністративно територіальний-устрій
Район поділяється на 1 міську раду і 26 сільських рад, що об'єднують 63 населені пункти та підпорядковуються Гайсинській районній раді.

## Економіка

### Промисловість
Промисловий комплекс району представляють 14 підприємств, загальний середньорічний обсяг продукції становить приблизно 110 млн грн.
Порівняно з 2000 роком обсяг виробництва промислової продукції зріс більш як вдвічі.
В загальному обсязі виробництва переважає харчова промисловість та перероблення сільськогосподарської продукції, частка якої становить 4,9 %.
Найпотужнішими підприємствами харчової промисловості є:
- Державне підприємство «Спиртовий завод»;
- ВАТ «Гайсинський маслосирзавод»;
- Дочірне підприємство ВАТ «Гайсинхліб» концерну;
- ТОВ «Гайсинський м'ясокомбінат»;
- ТОВ «Авеста».

Стабільно працюють підприємства легкої промисловості КП «Гайсинська швейна фабрика» та ТОВ "Швейна фабрика «Подолянка», частка яких в загальному обсязі виробництва становить 4,9 %.
Питома вага промислової продукції в економіці області 2,03 % — Середньорічний обсяг виробництва товарів народного споживання майже 80 млн грн.; — Питома вага виробництва ТНС в загальному обсязі району 72,4 %; — Обсяг експорту у відсотках до обсягу промислового виробництва — 21 %.

### Сільськогосподарський комплекс
Внаслідок реформування колективних сільськогосподарських підприємств в районі створено і здійснюють виробничу діяльність 76 сільськогосподарських формувань різних форм власності, в тому числі 15 сільськогосподарських кооперативів, 14 приватних та приватно орендних сільськогосподарських підприємств, 7 товариств з обмеженою відповідальністю — в їхньому користуванні знаходиться 48567 га ріллі, 40 фермерських господарств, у яких в обробітку знаходиться 2936 га, які разом з 16580 одноосібних підприємств, що обробляють 2032 га землі щорічно виробляють близько 70 млн грн. валової продукції сільського господарства, із якої 50 млн грн. припадає на продукцію рослинництва та 20 млн грн. на продукцію тваринництва.
Сільське господарство району має чітко виражений зерновий напрямок з розвинутим тваринництвом. Із 110247 га земельних угідь в обробітку знаходиться 71824 га ріллі, яка структурою розподіляється:
- 52,2 % або 35410 га — займають зернові культури
- 22,6 % або 15360 га — під кормовими культурами
- 14,2 % або 9634 га — технічні культури
- 11 % або 7461 га — овочі і картопля

Завдяки наявності значної кількості ріллі і природних кормових угідь та вигідному розташуванню господарств відносно ринків збуту, склалися сприятливі умови для розвитку молочного скотарства і свинарства. В усіх категоріях господарств утримується 18,7 тис. голів великої рогатої худоби, із них 9,5 тис. корів, 18,5 тис. голів свиней, 2,3 тис. голів овець та кіз, 1,5 тис. голів коней та майже 200 тис. голів птиці. Більша частина наявного поголів'я худоби і птиці зосереджується в особистих селянських господарствах громадян.
Аналіз пропозиції продукції тваринницької галузі в районі свідчить, що протягом 1990—2001 рр. стались значні зміни в обсягах та структурі виробництва молока та м'яса. Якщо на початку 90-х років основна частина продукції тваринництва вироблялась в с/г підприємствах, то наприкінці 90-х у господарствах населення. Крім того, в господарствах населення раціональніше використовуються кормові ресурси, продуктивність худоби є вищою.
Так, щороку всіма категоріями господарств в районі виробляється м'яса в живій вазі 5,0 тис.тонн, молока 25,0 тис.тонн та 14 млн штук яєць. В структурі виробництва особисті селянські господарства займають 75-80 % від загального виробництва.
Завдяки створенню у селах району широкої мережі заготівельних пунктів від господарств приватного сектору на переробні підприємства в останні роки надходить 80 % молока та 78 % м'яса від загальної його кількості. Тенденція щодо збільшення поголів'я худоби та птиці у особистих селянських господарствах населення сприяє вирішенню проблем зайнятості сільського населення.
Для стимулювання виробництва сільськогосподарської продукції залучаються інвестиції, обсяги яких з кожним роком значно збільшуються. Якщо в 2003 році сума інвестицій в сільське господарства району становила близько 3 млн грн., то вже в 2005 році ця сума перевищила 13 млн грн. І як результат збільшення виробництва продукції сільського господарства поступово збільшується заробітна плата працівників, а відповідно і фонд оплати праці щорічно збільшується на 8-11 %.

## Транспорт
Районом проходить залізниця Вінниця — Гайворон (станції Гайсин Зятківці). Тричі на тиждень нею ходить приміський поїзд із плацкартних вагонів. Так, до Вінниці можна потрапити за 16 гривень. Також проходить і залізниця Вапнярка — Христинівка. (Станції Зятківці, Губник, Лад. Хутори). Нею 4 рази на тиждень ходить приміський поїзд; курсують поїзди далеко сполучення до Львова, Тернополя, Хмельницького, Одеси, Умані, Черкас, Жмеринки.
У Гайсинському районі всі 5 ключових міжрайонних автодороги розходяться із Гайсина: Гайсин — Ладижин, Гайсин — Теплик, Гайсин — Умань, Гайсин — Немирів, Гайсин — Дашів. Проходять такі автошляхи: E50, Р33, Р54, Т 0205 та Т 0226.

## Населення
Розподіл населення за віком та статтю (2001)
| Стать | Всього | До 15 років | 15-24 | 25-44 | 45-64 | 65-85 | Понад 85 |
| --- | ------ | ----------- | ----- | ----- | ----- | ----- | -------- |
| Чоловіки | 29 638 | 5626        | 4621  | 8305  | 7352  | 3611  | 123      |
| Жінки | 35 092 | 5419        | 3965  | 8456  | 9166  | 7483  | 603      |
| \| Статево-вікова піраміда \| Статево-вікова піраміда \| Статево-вікова піраміда \| \| ----------------------- \| ----------------------- \| ----------------------- \| \| Чоловіки \| Вік \| Жінки \| \| 123 \| 85 + \| 603 \| \| 259 \| 80-84 \| 925 \| \| 841 \| 75-79 \| 2089 \| \| 1351 \| 70-74 \| 2607 \| \| 1160 \| 65-69 \| 1862 \| \| 2147 \| 60-64 \| 2959 \| \| 1424 \| 55-59 \| 1923 \| \| 1840 \| 50-54 \| 2213 \| \| 1941 \| 45-49 \| 2071 \| \| 2138 \| 40-44 \| 2269 \| \| 2059 \| 35-39 \| 2089 \| \| 2050 \| 30-34 \| 1963 \| \| 2058 \| 25-29 \| 2135 \| \| 1912 \| 20-24 \| 1807 \| \| 2709 \| 15-20 \| 2158 \| \| 2293 \| 10-14 \| 2128 \| \| 1879 \| 5-9 \| 1867 \| \| 1454 \| 0-4 \| 1424 \| |        |             |       |       |       |       |          |
| Статево-вікова піраміда |        |             |       |       |       |       |          |
| Чоловіки | Вік    | Жінки       |       |       |       |       |          |
| 123 | 85 +   | 603         |       |       |       |       |          |
| 259 | 80-84  | 925         |       |       |       |       |          |
| 841 | 75-79  | 2089        |       |       |       |       |          |
| 1351 | 70-74  | 2607        |       |       |       |       |          |
| 1160 | 65-69  | 1862        |       |       |       |       |          |
| 2147 | 60-64  | 2959        |       |       |       |       |          |
| 1424 | 55-59  | 1923        |       |       |       |       |          |
| 1840 | 50-54  | 2213        |       |       |       |       |          |
| 1941 | 45-49  | 2071        |       |       |       |       |          |
| 2138 | 40-44  | 2269        |       |       |       |       |          |
| 2059 | 35-39  | 2089        |       |       |       |       |          |
| 2050 | 30-34  | 1963        |       |       |       |       |          |
| 2058 | 25-29  | 2135        |       |       |       |       |          |
| 1912 | 20-24  | 1807        |       |       |       |       |          |
| 2709 | 15-20  | 2158        |       |       |       |       |          |
| 2293 | 10-14  | 2128        |       |       |       |       |          |
| 1879 | 5-9    | 1867        |       |       |       |       |          |
| 1454 | 0-4    | 1424        |       |       |       |       |          |

Національний склад населення за даними перепису 2001 року:
| Національність | Кількість осіб | Відсоток |
| -------------- | -------------- | -------- |
| українці       | 62058          | 95,87 %  |
| росіяни        | 2142           | 3,31 %   |
| білоруси       | 133            | 0,21 %   |
| молдовани      | 62             | 0,10 %   |
| євреї          | 54             | 0,08 %   |
| інші           | 283            | 0,44 %   |

Мовний склад населення за даними перепису 2001 року:
| Мова       | Кількість осіб | Відсоток |
| ---------- | -------------- | -------- |
| українська | 62321          | 96,28 %  |
| російська  | 2237           | 3,46 %   |
| білоруська | 40             | 0,06 %   |
| молдовська | 33             | 0,05 %   |
| вірменська | 30             | 0,05 %   |
| інші       | 71             | 0,11 %   |

## Соціальна сфера

### Освіта
Нині в місті діють шість загальноосвітніх середніх шкіл, заочна школа та школа-інтернат. На честь 25-річчя СЗШ № 6(з серпня 2011року школі присуджено звання НВК: СЗШ І-ІІІ ст. — ліцей) було подаровано комп'ютерний клас. Справжнім учнівським містечком є школа-інтернат гімназія, де створено всі умови для навчання, дозвілля та відпочинку дітей.
Крім загальноосвітніх шкіл, юні гайсинчани мають музичну і три автошколи. З 1998 року розпочав свою роботу Центр курсової підготовки «Віртуал» в напрямку навчання новітніх інформаційних технологій. За період існування Центру отримали спеціальність «Оператор комп'ютерного набору» понад тисячу чоловік. Юнаки і дівчата, які мають нахил до медицини, навчаються в гайсинському медичному коледжі. Тут дістають освіту за спеціальністю фельдшер, медсестра та акушерка. Багато його випускників стало досвідченими лікарями, а Г. Л. Балабановський та М. П. Вургафт — докторами медичних наук.
В 1971 році було відкрито станцію юних техніків. За роки існування СЮТ в її гуртках підготовлено три чемпіони з радіо-спорту, 10 призерів-чемпіонів України, 191 чемпіон області і понад 450 призерів зрізних технічних видів спорту. Два вихованці виконали норми майстра спорту, 9 — кандидати майстри спорту, понад 200 чоловік отримали перший спортивний розряд. Вихованці СЮТ беруть активну участь у Всеукраїнських масових заходах з технічної творчості. Зокрема в конкурсі «Мирний космос», м. Дніпропетровськ, Всеукраїнська виставка-конкурс науково-технічної творчості учнівської молоді «Наш пошук і творчість — тобі, Україно!».

### Культура
| Мережа закладів культури і туризму м. Гайсина 1. Державні музеї: - музей-садиба братів Герасименків с. Новоселівка Гайсинського району - міський краєзнавчий музей Гайсинщини м. Гайсин 2. Народні музеї: - музей-садиба Г. Т. Танцюри /фольклорно-етнографічний/ - музей ветеранів Афганістану /військово-патріотичний/ - музей В.Стуса /літературно-мистецький/ - музей історії с. Краснопілка /історичний/ 3. Громадські музеї: - музей історії НАЦ м. Гайсин /історичний/ - Гранівська музейна кімната /історичний/ - Степашська музейна кімната /історичний/ - Рахнівська музейна кімната /історичний/ | 4. Школи естетичного виховання - дитяча музична школа 5. Клуби, будинки культури, бібліотеки - клуби — 12 - клуби-бібліотеки — 12 - будинки культури — 27 - бібліотеки — 35 6. Парки культури і відпочинку - парк культури і відпочинку ім. Б.Хмельницького |

- Музей-садиба братів Герасименків с. Новоселівка

Музей репрезентує відомий Бубнівський гончарний осередок Поділля. Основу колекції складають гончарні вироби братів Герасименків, їхньої небоги Фросини Міщенко, Миколи Бабака, Тетяни Шпак, Валентини Живко, Тетяни Дмитренко, а також предмети побуту українського населення сіл Бубнівка та Новоселівка.
На базі музею кожні два роки проводиться Всеукраїнський гончарний симпозіум, пленери. Директор музею Тетяна Іванівна Шпак, народний майстер України, проводить майстер-класи з гончарного мистецтва.
Експозиція розташована у двох приміщеннях: світлиці і кухні меморіального будинку. Колекцію гончарних виробів майстрів бубнівської кераміки розміщено у світлиці. В кухні розташована піч, розписана орнаментом характерним для бубнівської кераміки. Тут містяться колекції одягу, рушників та предмети побуту селян.
Поблизу можна відвідати Бузькі пороги (м. Ладижин), поле Батозької битви (1652) біля с. Четвертинівки.
- Міський краєзнавчий музей Гайсинщини

Музей створений ветеранами Міністерства оборони України в 1995 р. як музей ветеранської спілки. Початком його колекції стали особисті речі її членів. Розміщений у колишньому будинку директора чоловічої гімназії — пам'ятці архітектури поч. XX ст.
Музейна колекція нараховує понад 1 300 предметів. Щороку музей відвідує майже 7 000 осіб.
Основу колекції музею складають зразки зброї часів Другої світової війни, військового одягу II пол. XX ст., предмети міського і сільського побуту XX ст., ікони XVIII—XX ст., народна кераміка Бубнівського заводу, твори українського декоративно-ужиткового мистецтва.
Музейна експозиція має виставковий характер, основ-ними темами якої є «Історія Української державності», «Партизанський і підпільний рух на Гайсинщині», «Друга світова війна на Гайсинщині», «Природа рідного краю», «Традиційний народний побут гайсинчан».

## Політика
25 травня 2014 року відбулися Президентські вибори України. У межах Гайсинського району було створено 68 виборчих дільниць. Явка на виборах складала — 69,16 % (проголосували 31 538 із 45 604 виборців). Найбільшу кількість голосів отримав Петро Порошенко — 57,99 % (18 289 виборців); Юлія Тимошенко — 19,60 % (6 182 виборців), Анатолій Гриценко — 7,48 % (2 358 виборців), Олег Ляшко — 7,10 % (2 240 виборців). Решта кандидатів набрали меншу кількість голосів. Кількість недійсних або зіпсованих бюлетенів — 0,92 %.

## Пам'ятки
- Пам'ятки архітектури Гайсинського району
- Пам'ятки монументального мистецтва Гайсинського району
- Пам'ятки історії Гайсинського району
- Пам'ятки археології Гайсинського району

## Персоналії
- Стефан Джевецький (1844—1938) — польський інженер, конструктор, винахідник та теоретик проектування авіації та суднобудування.
- Євстахій Жилінський (1889—1954) — український та польський математик, доктор математичних наук, професор.
- Йосип Керлер (1918—2000) — єврейський поет та письменник, творив на їдиш.
- Василь Стус (1938—1985) — український поет, перекладач, прозаїк, літературознавець, правозахисник, один із найактивніших представників руху шістдесятників, Лауреат Державної премії ім. Т. Шевченка (1990), Герой України (2005, посмертно).
- Назар Коваленко (1987) — український спортсмен-легкоатлет, спеціалізується в спортивній ходьбі, срібний призер Універсіади у Казані (2013).